# Morto per te
Morto per te è un singolo del gruppo musicale italiano Follya pubblicato il 30 marzo 2022 come primo estratto dal quinto album in studio Follya.

## Descrizione
Il brano ha segnato la prima pubblicazione del gruppo dopo il cambio di nome da Dear Jack a Follya, nonché il primo a figurare il ritorno alla voce di Alessio Bernabei. Il testo parla di un amore tossico.

## Tracce
Testi e musiche di Alessandro Presti, Alessio Bernabei, Gabriel Rossi, Lorenzo Pablo Santarelli e Marco Salvaderi.
1. Morto per te – 3:14